# Das darf man nur als Erwachsener
Das darf man nur als Erwachsener (Originaltitel: Sixteen Candles) ist ein US-amerikanischer Highschool-Film aus dem Jahr 1984 von John Hughes, der mit diesem Film sein Regiedebüt gab.

## Handlung
Samantha hat ihren sechzehnten Geburtstag. Jedoch muss die Zehntklässlerin feststellen, dass ihre gesamte Familie diesen über den Vorbereitungen für die Hochzeit ihrer Schwester Ginny, die am folgenden Tag stattfinden soll, vergessen hat. Frustriert geht sie in die Schule, wo sie mit ihrer Freundin Randy geheime Briefe austauscht und dabei gesteht, dass sie hoffnungslos in den älteren und unerreichbar scheinenden Jake verliebt ist. Dieser erhält durch einen Zufall ihren Brief und beginnt, sich für Samantha zu interessieren – auch da Jake seine Beziehung zu der schönen, aber nur an Partys und Luxus interessierten Caroline nicht mehr zufriedenstellt. Auf der Busfahrt nach Hause versucht Farmer Ted, ein nerdiger Neuntklässler, sein Image durch Annäherungsversuche an Samantha aufzupolieren. Trotz ständiger Zurückweisungen fordert er sie auf, abends doch zum Tanz in der Schulsporthalle zu kommen.
Samanthas vier Großeltern sind wegen der Hochzeit inzwischen eingetroffen und blockieren ihr Zimmer, erinnern sich aber auch nicht an ihren Geburtstag. Ein Großelternpaar hat den chinesischen Austauschschüler Long Duk Dong, der bei ihnen lebt, mitgebracht. Um ihren Großeltern und Long zu entgehen, beschließt sie doch auf den Tanz zu gehen – allerdings muss sie Long mitnehmen, der dort innerhalb kurzer Zeit in der großgewachsenen Sportlerin Marlene eine Freundin findet. Samantha muss sich dagegen auf dem Ball weiterhin mit Ted herumschlagen, der mit seinen Freunden eine Wette abgeschlossen hat, dass er heute noch ein Mädchen abbekommt. In der Werkstatt der Schule kommen Samantha und Ted schließlich in ein ernsthaftes Gespräch, bei dem sie auch von ihrer Verliebtheit zu Jake erzählt. Ted berichtet, dass Jake eben bei ihm nach Samantha gefragt habe, und schlägt ihr vor, dass sie ihn einfach ansprechen wolle. Aus Dank gibt sie Ted ihre Unterhose, sodass er die Wette gegen seine Freunde gewinnen kann.
Samantha versucht Jake anzusprechen, doch bringt sie kein Wort fertig – was er wiederum als Ablehnung versteht. Schließlich macht sie sich auf den Weg nach Hause. Da Jakes Eltern verreist sind, nutzt seine Freundin Caroline im Anschluss an den Ball die Gelegenheit, dort eine große Hausparty mit enormer Zerstörungskraft zu feiern. Jake ist allerdings eher daran interessiert, endlich mit Samantha zu sprechen, und ruft sie spätnachts an (am Telefon sind aber nur ihre Großeltern, die den Anrufer für einen Perversling halten). Nach dem Ende der Party versucht Jake, das Chaos aufzuräumen, und findet dabei den unter einem Tisch eingeschlossenen Ted. Die beiden kommen ins Gespräch über Samantha und treffen ein Abkommen: Ted muss ihm die Unterhose von Samantha geben, damit er sie ihr zurückgeben kann und ihr Ruf nicht ruiniert wird, dafür darf Ted die sehr betrunkene Caroline in dem Rolls-Royce Corniche seines Vaters nach Hause fahren. Ted stoppt mit dem Auto am Haus seiner Freunde Bryce und Wease, damit die ein Beweisfoto von ihm und Caroline machen können, sodass die Wette gewonnen ist.
Am nächsten Morgen: Samanthas Eltern ist inzwischen eingefallen, dass sie den Geburtstag vergessen haben, doch ihre Tochter verzeiht ihnen. Jake fährt zu Samanthas Haus, trifft aber nur den immer noch betrunkenen Duk Dong an, da der Rest der Familie zu Ginnys Hochzeit aufgebrochen ist. Die Trunkenheit und der Akzent Dongs lassen Jake verstehen, dass Samantha heute heirate, woraufhin er eilig zur Kirche aufbricht. Vor der Kirche trifft er die küssenden Caroline und Ted, die offenbar Gefallen aneinander gefunden und die Nacht im Rolls-Royce verbracht haben. Jake und Caroline trennen sich freundschaftlich. Nach dem Ende des Gottesdienstes sieht die sehr überraschte Samantha auf einmal Jake vor der Kirche stehen. Abends küssen sich Samantha und Jake über einer Geburtstagstorte mit 16 Kerzen. Jake sagt ihr, sie solle sich etwas wünschen, doch sie erwidert, dass ihr Wunsch bereits in Erfüllung gegangen sei.

## Hintergrund
Für die noch unbekannten Cusack-Geschwister Joan und John Cusack war dies einer ihrer ersten Filme. Während Joan die Schülerin mit der markanten Kinnspange spielte, verkörperte John einen der beiden Freunde von Ted.
Die ursprüngliche Altersfreigabe ab 16 Jahren wurde im Zuge einer Neuprüfung durch die FSK im Juli 2020 auf 12 Jahre herabgesetzt.

## Filmmusik
Die Stray Cats spielen den Titelsong „Sixteen Candles“, eine Coverversion des Hits von The Crests aus dem Jahr 1958. Die Thompson Twins steuerten „If You Were Here“ bei. Folgende fünf Songs aus dem Film wurden im Jahr 1984 in den USA als Mini-Album verkauft:
- Sixteen Candles von den Stray Cats
- Hang Up the Phone von Annie Golden
- Geek Boogie von Ira Newborn & the Geeks
- Gloria von Patti Smith
- If You Were Here von den Thompson Twins

Allerdings enthält Sixteen Candles noch über 25 weitere Songs, die nicht auf dem Album des Films erschienen und hier im Folgenden gelistet sind. Zwischen der deutschen und englischen Filmfassung divergieren an einigen Stellen die gewählten Songs: So ist in der ersten Szene mit Samantha in der englischen Fassung Paul Youngs Love of the Common People zu hören, was in der deutschen nicht der Fall ist. Als Ted und Jake in der Küche miteinander reden, erklingt im Hintergrund New York, New York in der Originalfassung, aber in der deutschen Synchronisation mit Strangers in the Night ein anderer Sinatra-Song.
- Snowballed von AC/DC
- Today I Met the Boy I'm Gonna Marry von Darlene Love
- Love of the Common People von Paul Young
- Kajagoogoo (Main Title Song) von Kajagoogoo
- Happy Birthday von Altered Images
- Kazooed on Klassics von Temple City Kazoo Orchestra
- Dragnet Theme von Ray Anthony und Orchester
- Rumours in the Air von Night Ranger
- Peter Gunn Theme von Ray Anthony and Orchester
- True von Spandau Ballet
- Wild Sex (In the Working Class) von Oingo Boingo
- Little Bitch von The Specials
- Growing Pains von Tim Finn
- When It Started to Begin von Nick Heyward
- Lenny von Stevie Ray Vaughan
- Whistle Down the Wind von Nick Heyward
- Ring Me Up von The Divinyls
- Love Theme from The Godfather von Nino Rota
- Turning Japanese von The Vapors
- Rev-Up von The Rezillos
- Farmer John von The Premiers
- Theme from New York, New York von Frank Sinatra
- Young Guns von Wham!
- Rebel Yell von Billy Idol
- Hochzeitsmarsch von Lohengrin von Richard Wagner (Bayerische Staatsoper)
- Young Americans von David Bowie
- Tenderness von General Public

## Synchronisation
| Rolle                      | Darsteller           | Synchronsprecher  |
| -------------------------- | -------------------- | ----------------- |
| Samantha Baker             | Molly Ringwald       | Susanne Sternberg |
| Farmer Ted                 | Anthony Michael Hall | Michael Harck     |
| Jake Ryan                  | Michael Schoeffling  | Wolfgang Jürgen   |
| Jim Baker, Vater           | Paul Dooley          | Horst Stark       |
| Long Duk Dong              | Gedde Watanabe       | Jens Wawrczeck    |
| Caroline Mulford           | Haviland Morris      | Astrid Kollex     |
| Ginny Baker                | Blanche Baker        | Heidi Schaffrath  |
| Großvater Howard Baker     | Edward Andrews       | Wolf Rahtjen      |
| Großmutter Dorothy Baker   | Billie Bird          | Marianne Kehlau   |
| Großvater Fred             | Max Showalter        | Rolf Mamero       |
| Bryce, Teds Freund         | John Cusack          | Christian Stark   |
| Cliff „Wease“, Teds Freund | Darren Harris        | Sascha Draeger    |
| Rudy Ryszczyk, Bräutigam   | John Kapelos         | Rüdiger Schulzki  |
| Orgelspielerin in Kirche   | Zelda Rubinstein     | Gisela Trowe      |

## Kritik
Bei dem US-Kritikerportal Rotten Tomatoes besitzt Sixteen Candles, basierend auf 36 Kritiken, eine positive Bewertung von 86 %. Der Kritikerkonsens urteilt, dass der Film deutlich erwachsener als die meisten Teenagerkomödien sei, und Mitgefühl sowie Respekt für seine jugendlichen Figuren zeige. Der Filmdienst schließt sich dieser Meinung an und schreibt: „Eine mit viel Witz und einigem Tiefgang erzählte Pubertätskomödie, die sich wohltuend vom Gros dieses Genres unterscheidet.“
Roger Ebert schrieb in der Chicago Sun-Times vom 4. Mai 1984, Sixteen Candles sei ein „süßer und witziger Film“, der von der Handlung vielleicht nicht besser als übliche Teenagerkomödien klinge, sich aber durch Schauspiel und Regie von diesen abhebe: „Er verabscheut nicht seine Figuren oder ist herablassend, wie es eine Menge Teenagerfilme sind; stattdessen, sucht er nach einer menschlichen Komödie und findet sie in dem Lebensalltag der Jugendlichen in seiner Geschichte.“ Er hob vor allem die Szene zwischen Samantha und Ted in der Autowerkstatt heraus, wo sich beide Figuren als einsam und unsicher erwiesen. Ringwald sei das „perfekte Zentrum“ der Geschichte, während Paul Dooley, Blanche Baker und Gedde Watanabe „effektive Darstellungen“ böten.

## Auszeichnungen
- 1985 nominiert für den „Artios“-Award unter „Best Casting for Feature Film“
- 1985 den Young Artist Award gewonnen in „Best Young Actor in a Motion Picture – Musical, Comedy, Adventure or Drama“ (Anthony Michael Hall) und „Best Young Actress in a Motion Picture – Musical, Comedy, Adventure or Drama“ (Molly Ringwald)
- In „Entertainment Weekly“ wurde der Film unter die 50 besten Highschool-Filme gewählt.[7]